# 黃色經濟圈

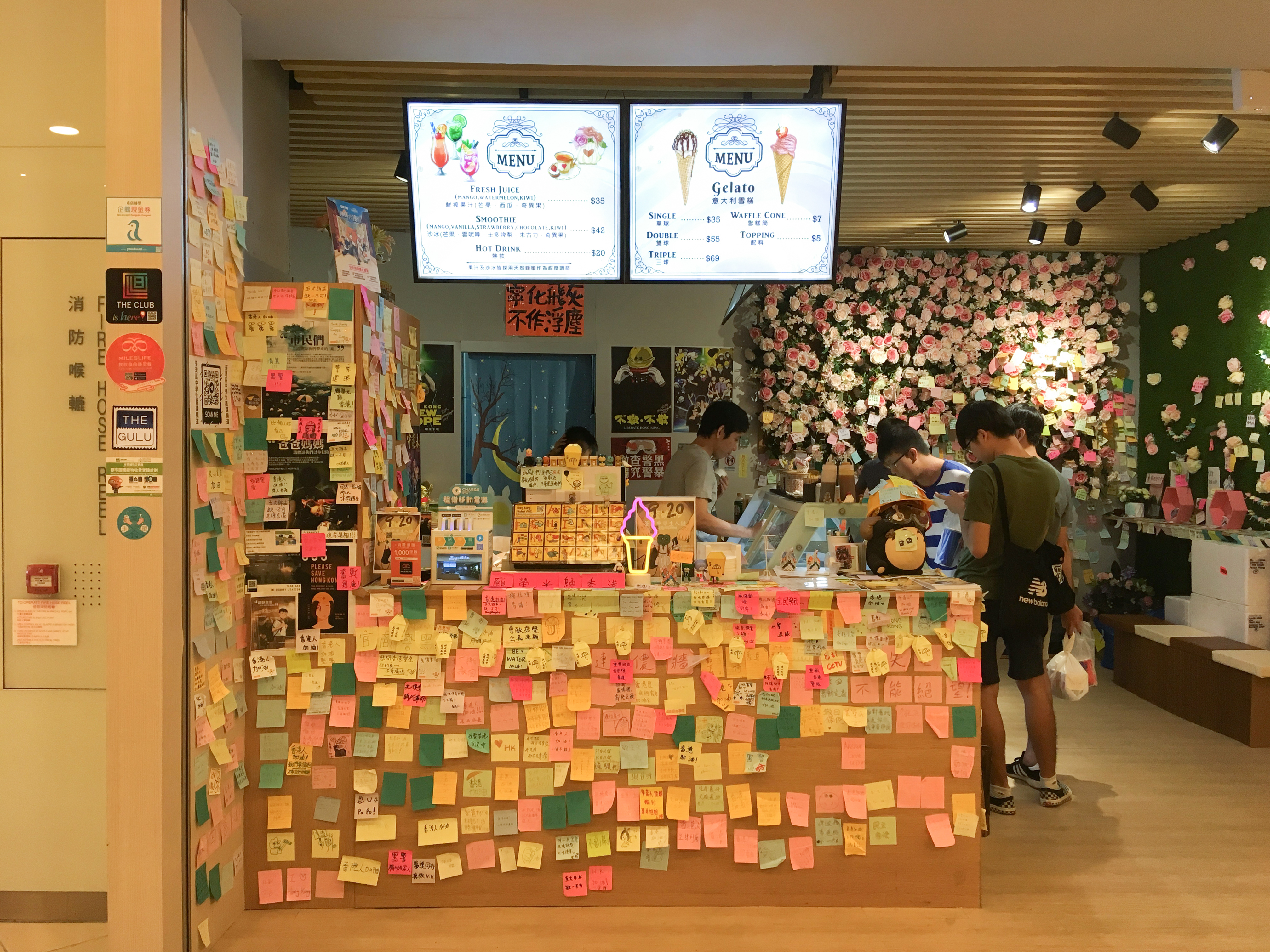
荃灣荃新天地2期的一間「黃店」內貼滿連儂牆和運動海報

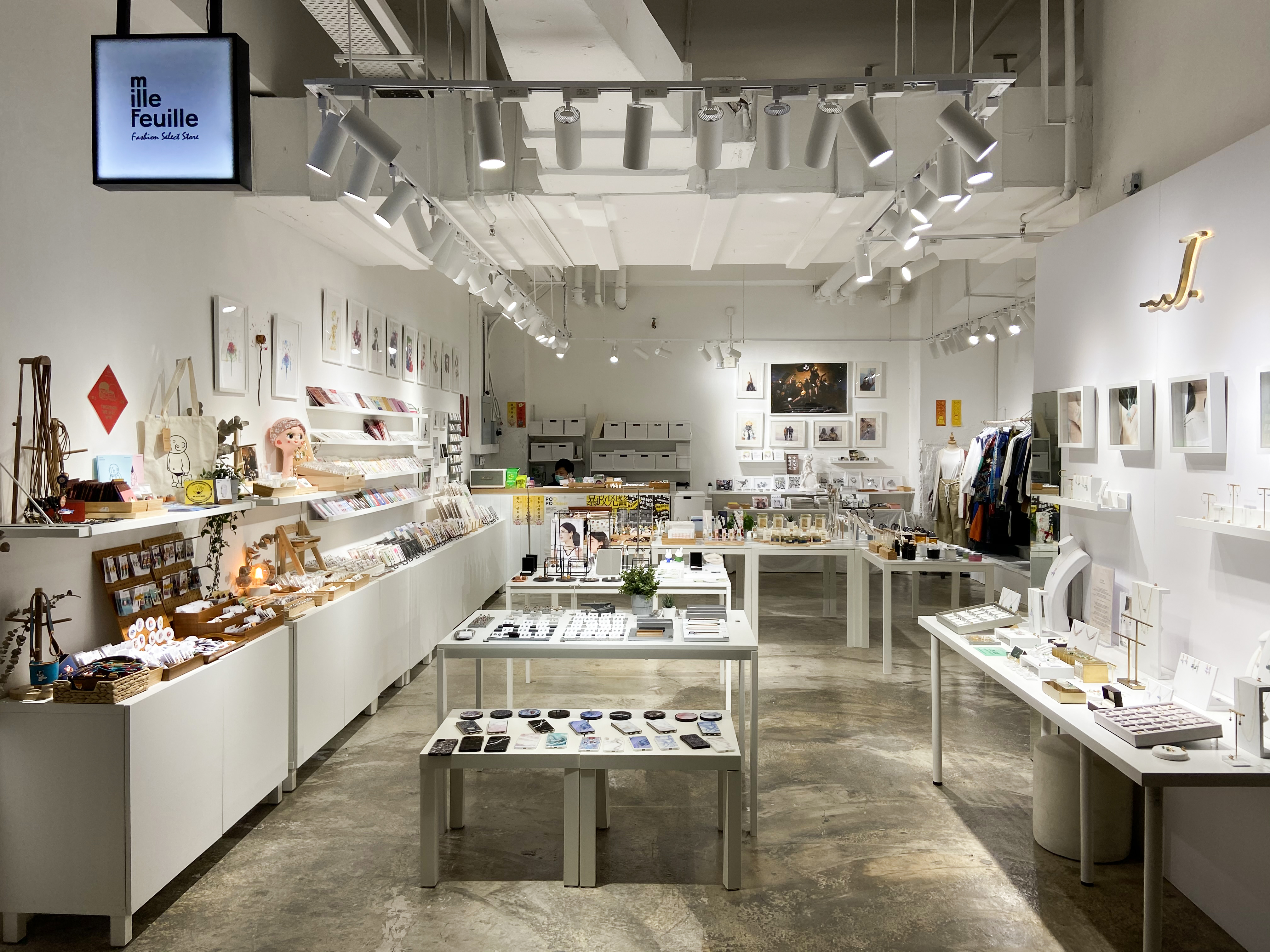
荃灣南豐紗廠內有精品店售賣反修例運動記念品

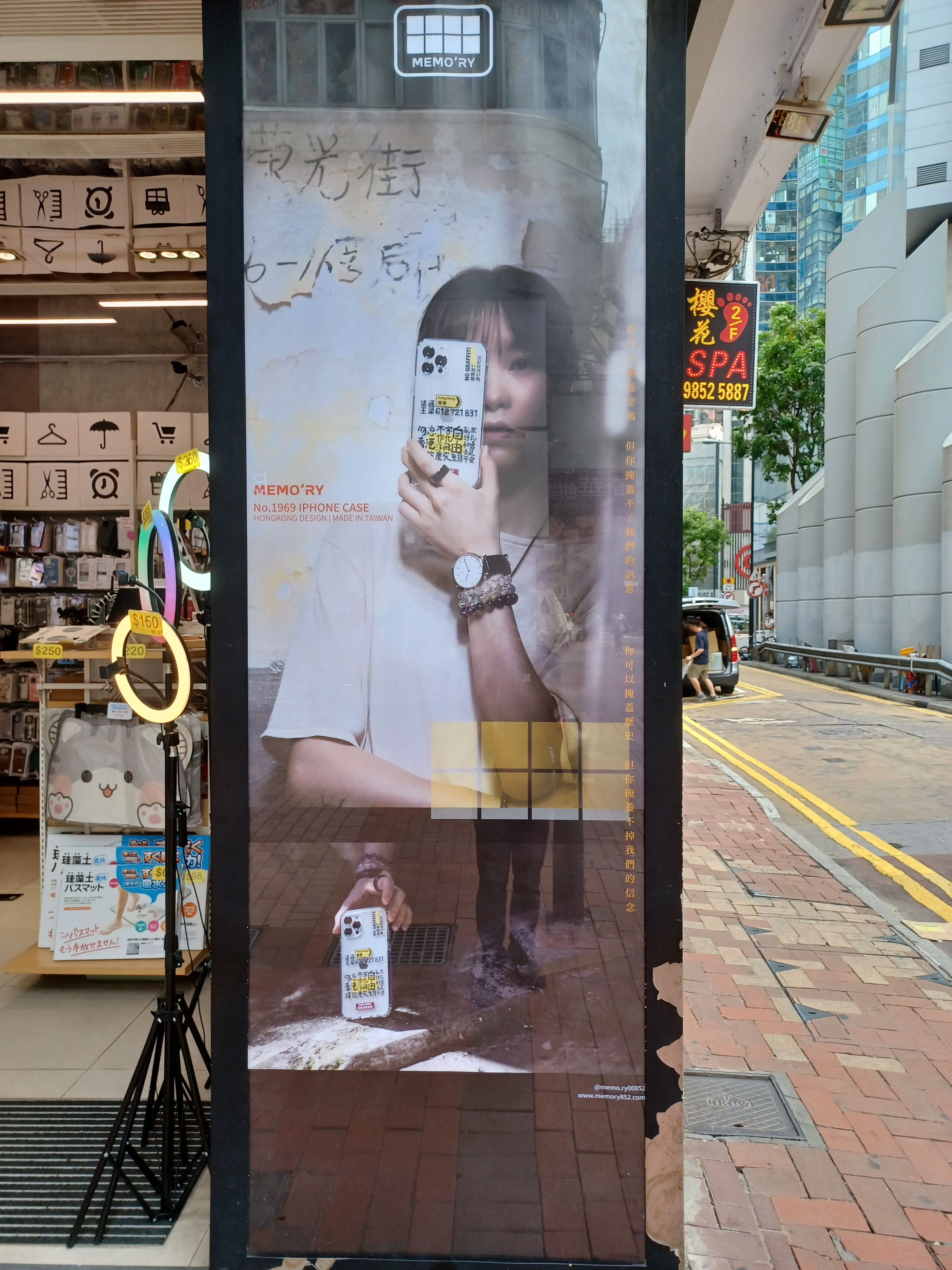
利園山道27號地舖

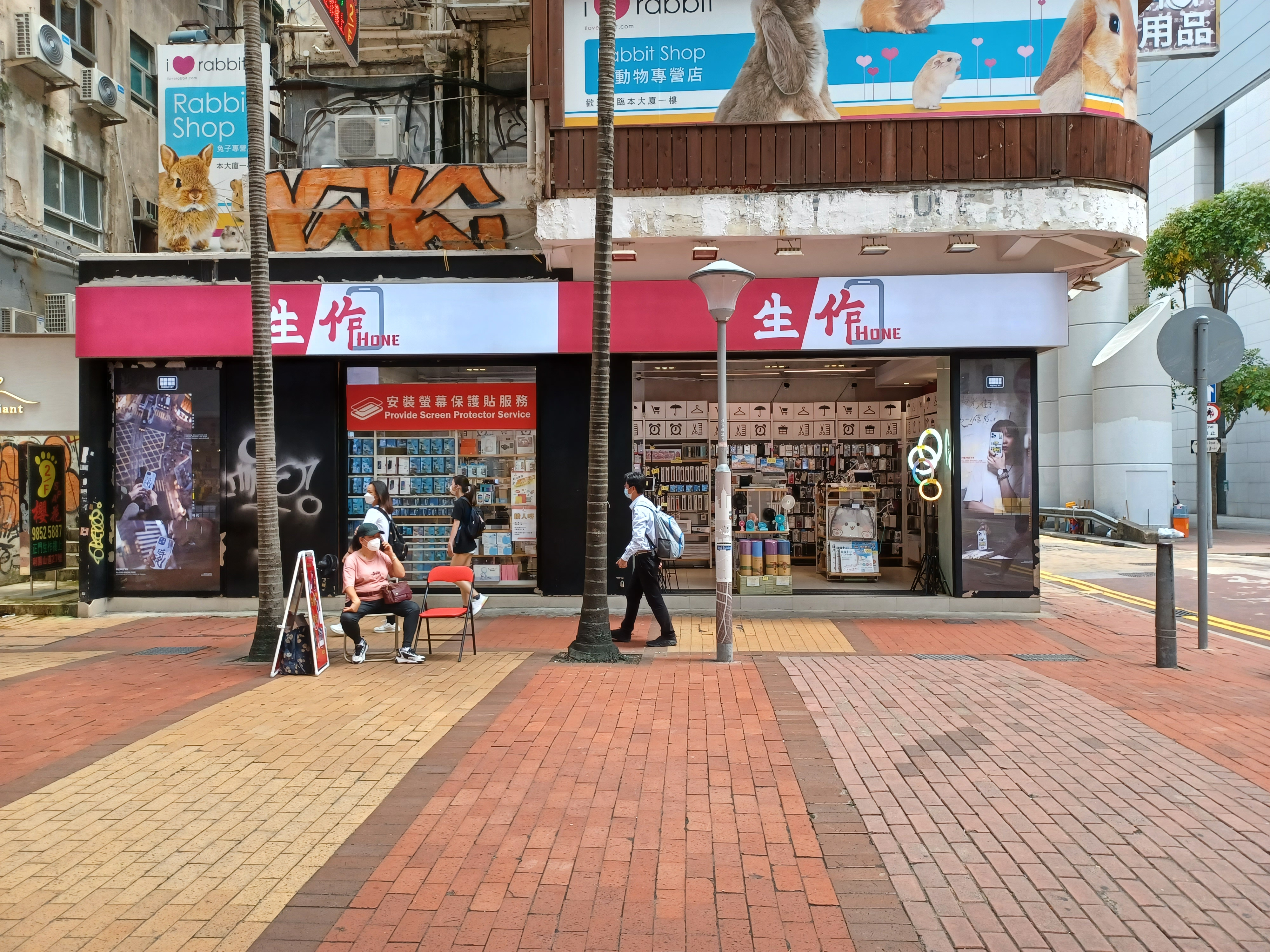
利園山道27號地舖

黃色經濟圈，是指香港反對逃犯條例修訂草案運動支持者以政治取態作區分所構建的經濟圈。其在消費時優先光顧政見及理念相似的食肆或商家（俗稱「黃店」），同時杯葛行為親共、支持逃犯條例修訂草案、或支持香港警察的食肆或商家（俗稱「藍店」），以及中国大陆資本旗下商家機構（俗稱「紅店」），希望達致民間互助效果，藉此獲得資金支持運動，為示威者創造職位，進行專業培訓和職業配對等。同時希望供應鏈減少進口中国大陆貨品，打破親共財團壟斷，故亦有評論稱之為「消費逆權」或反共經濟圈。
根據《明報》在2020年元旦遊行中進行的調查，93.6%受訪者表示會參與黃色經濟圈，形式包括光顧「黃店」或抵制「藍店」。據《彭博商業週刊》引述沈旭暉的估計，黃色經濟圈的市值可能高達1000億港元。不过，随着《港版国安法》生效后各種針對性的拘捕和打压，有观点认为，「黃色經濟圈」实际上已经近乎瓦解。

## 歷史
專欄作家陶傑指，1960年代，香港親共團體有自己的「紅色經濟圈」，例如日常用品光顧华丰、裕华、中侨等國貨公司；穿大地牌恤衫、吃大白兔奶糖、梅林牌午餐肉，電影只看长城、凤凰等左派電影公司，又有左派工會、報館、學校。同時，親中華民國團體建構「青天白日經濟圈」，小孩入讀同濟中學、珠海書院，百貨公司有民生物產，讀物有《香港時報》、《工商日報》與集成圖書，眾志成城即成經濟圈。
2014年佔領運動期間曾有撐小店行動，支持佔領區內受影響的店家，亦有杯葛電視台和「藍絲」藝人等風潮，但風潮在當年隨著政治爭議降溫而不了了之。

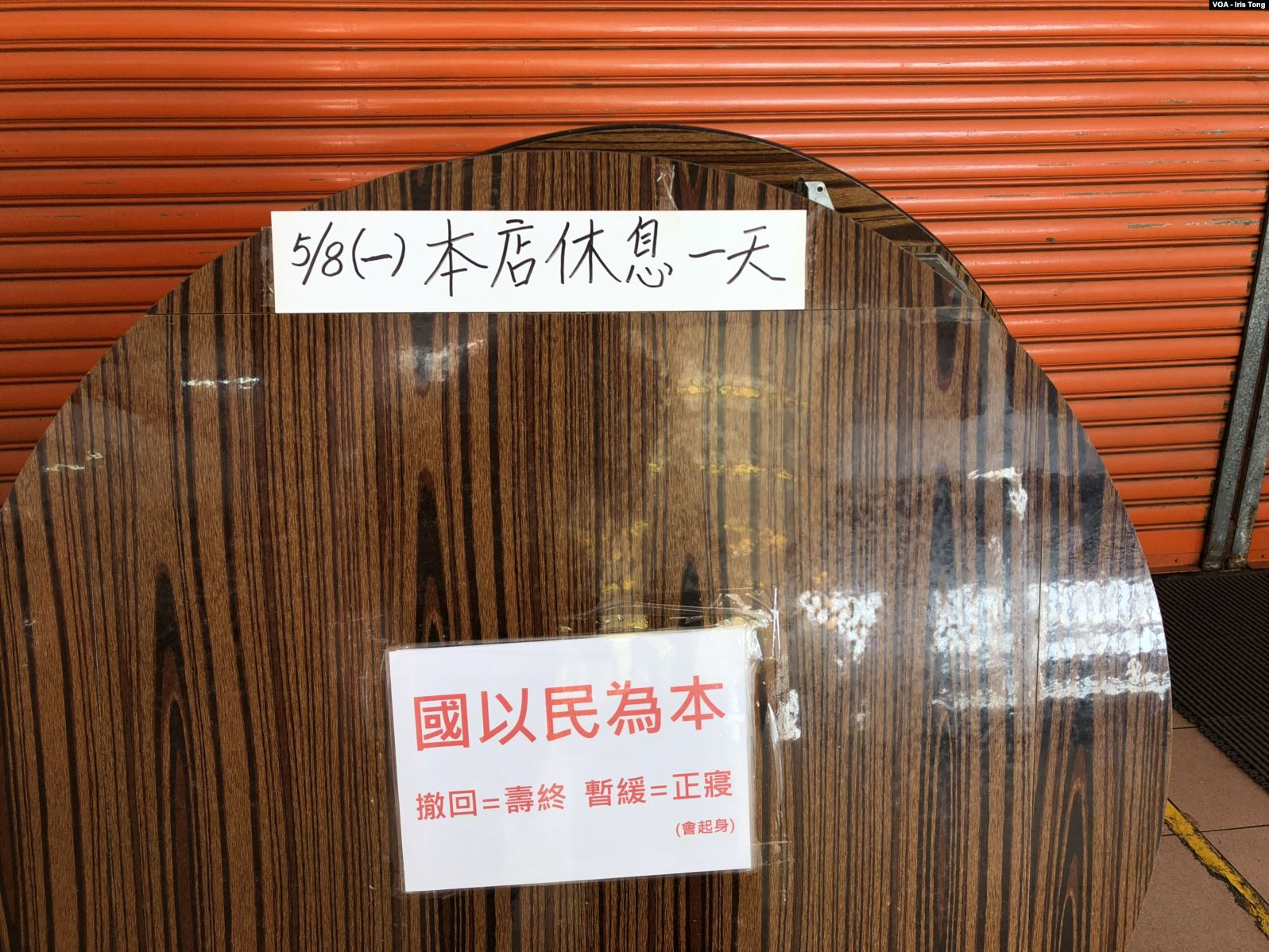
位於華富邨的麗絲快餐店響應2019年8月5日香港三罷行動，在當日宣布休息一日，並貼出標語。

黃色經濟圈以抵制親共「藍店」和杯葛「紅色資本」開始。2019年6月，在反修例運動開始初期已有網民開始討論食店政治立場，將6月12日有否罷市、店舖電視是否有播放親中共影片及旗下員工言論等看成消費的一部分，又開始撤銷中資銀行戶口、杯葛中資股等。同月，網店「士多」創辦人之一的凌俊傑在社交媒體上發文支持政府修例後，該店被納入「藍店」，網民發起罷買行動抵制。7月11日，「抵制tvb行動」專頁成立，7月下旬，LIHKG討論區出現抵制「藍店」時應同時支持「黃店」的討論，「撐黃罷藍」現象開始陸續出現，當中又以餐飲業最為明顯，例如部分曾為遊行人士提供免費飲食即被標籤為「黃店」。8月的首場三罷行動後，有網民開發「WhatsGap」地圖軟件，將曾支持三罷行動或反修例運動的食肆標籤為「黃店」，幫助「黃店」吸引「黃」顧客，後來亦有網民開發「良心guide」網站標記二千多家各行各業的「黃店」，回饋在經濟不景下仍不計成本支持反修例活動的店舖，除此之外也出現「黃色」的士社交群組。
在店內，有些「黃店」會設置連儂牆，也有「黃店」在單據上印上示威標語；而「藍店」方面則有食店貼出「警隊加油」等標語。
2020年7月初，由於《港區國安法》在6月尾實施，有筲箕灣「黃店」被警員指店內文宣可能違反港區國安法，需作清理，亦有店鋪如龍門冰室宣佈退出黃色經濟圈。有店鋪剩下空白便利貼，成為「空白連儂牆」，稱明白者自然會明白，一間尖沙咀的店鋪則改文宣為「七一建党日　永遠跟著党走」、「你已进入中国香港区域，請自觉規范您的行為」等。
2023年3月22日，香港民主派「35+初選案」被告之一、阿布泰國生活百貨創辦人林景楠宣布與黃色經濟圈“割席”。他於Facebook發文稱「黃色經濟圈是錯誤示範」，「指香港不能亂，也亂不起」，并同时认为香港由治及興，日後會繼續服務香港，「說好香港故事，為香港，為國家出一份力。」
2023年7月5日，香港警务处国家安全处在葵涌高威工业中心以“涉嫌串谋勾结外国势力及串谋作出煽动意图行为”拘捕4名26至28岁男子，包括已解散的香港眾志主席林朗彦，并指控其利用「懲罰 Mee」社交平台及手機應用程式，串聯「黃店」牟利，同時吸取資金支援流亡海外的香港眾志創黨主席羅冠聰進行危害國家安全活動。香港警方國安處表示會打擊黃色經濟圈，並稱其為軟對抗行為，聲稱此舉是為了全面切斷「海外反中亂港分子」的資金鏈。有观点认为，「黃色經濟圈」实际上已经正在瓦解中。

## 理論
專欄作家陳茂峰認為，黃色經濟圈是2001年諾貝爾經濟學獎得主喬治·阿克洛夫以及雷切爾·克蘭頓提出的身分經濟學的其中一個例子。該理論認為，消費行為能夠反映個人身分認同，透過光顧商店獲得身份認同的滿足感，便能創造出個人效用函數上的經濟上的貢獻，在現實生活中穆斯林只會光顧清真認證的食店即為一例。而香港人喜歡光顧黃店或藍店，亦令市民從中獲得身分認同的滿足感。
《信報》一專欄文章則認為黃色經濟圈不能被簡化為政治標準的產物，並引述研究稱《國富論》作者亞當·史密斯重視同理心在經濟活動的作用，而經濟活動發生的前提是有「共同的經歷和不同人之間的感受力」；黃色經濟圈正正是以共同情感去維繫和發展，例如顧客會視乎店舖是否同情示威者來選擇，此舉也涉及一種親疏有別的經濟關係。《信報財經月刊》分析則指出，黃色經濟圈在營銷角度上屬於菲利普·科特勒「市場行銷 3.0理論」（Marketing 3.0）中的第三層營銷手段——「價值觀導向」，是底下兩層「產品導向」與「情感導向」的昇華。
嶺南大學文化研究系客席副教授許寶強在國際特赦組織香港分會和《明報》的文章中指，黃色經濟圈的論述現時仍將「黃色」（政治及道德）與「經濟」分割，眾多批評「黃色經濟」的論述則依然是建基於一種對「經濟」的僵化想像；黃色經濟圈本應是體現民眾理想生活願景，是一個組織、分配資源的網絡和制度，在營運模式、生產過程、物資供應、及消費社群等等範疇秉持及體現尊重人權的「黃色精神」，而這個經濟網絡亦要有制度確保人有免於恐懼的自由，即卡爾·波蘭尼所指的「不順從一般信念習慣的權利」（rights to non-conformity）。許寶強認為，「公義」價值的經濟模式已逐漸成為全球趨勢，如出現不少良心跨國企業及產銷合作社。

## 行動

### 「黃店」推廣活動

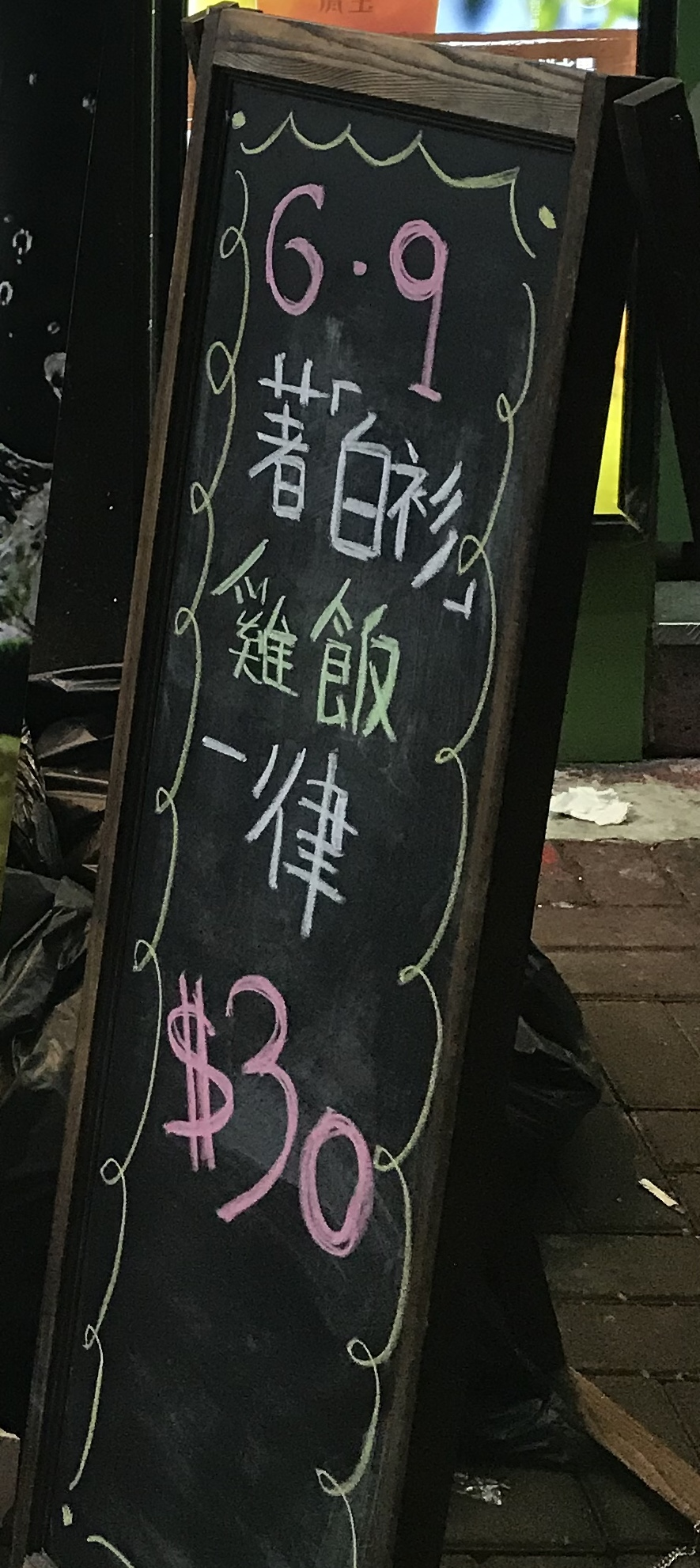
6月9日大遊行時，有外賣店提供優惠予穿著白衣的遊行人士。

8月5日三罷行動後，有反修例運動支持者建立流動電話應用程式，按食肆有否參與罷工或是否反共判斷其是否符合「黃店」標準，例如米豬連飲食指南會向食肆派發貼紙，以便食客辨識「黃店」，亦有網站上用黃色標記支持運動的「愛港商戶」，並用藍色標記「親共商戶」，令市民可以選擇光顧價值觀相近之店舖，一些自2014年雨傘革命已表態支持香港民主的店鋪則被稱為「金店」（意為黃到發光）。除了網絡宣傳外，有銀髮族團體發起名為「壯大黃色經濟圈」活動，於商場內張貼海報和派發列出黃色經濟圈商戶名單的宣傳品。

#### 感謝日、爆買日
2019年10月10日雙十節當日，有網民發起「全民黃店感謝日」，鼓勵到「黃店」消費，各區「黃店」出現人龍。同月26日，亦有網民發起「爆買黃店日」活動，呼籲到全港十八區「黃店」消費購物，當日龍門冰室、饗車仔麵和番茄師兄等「黃店」門外均有支持者排隊光顧。

#### 和你宵

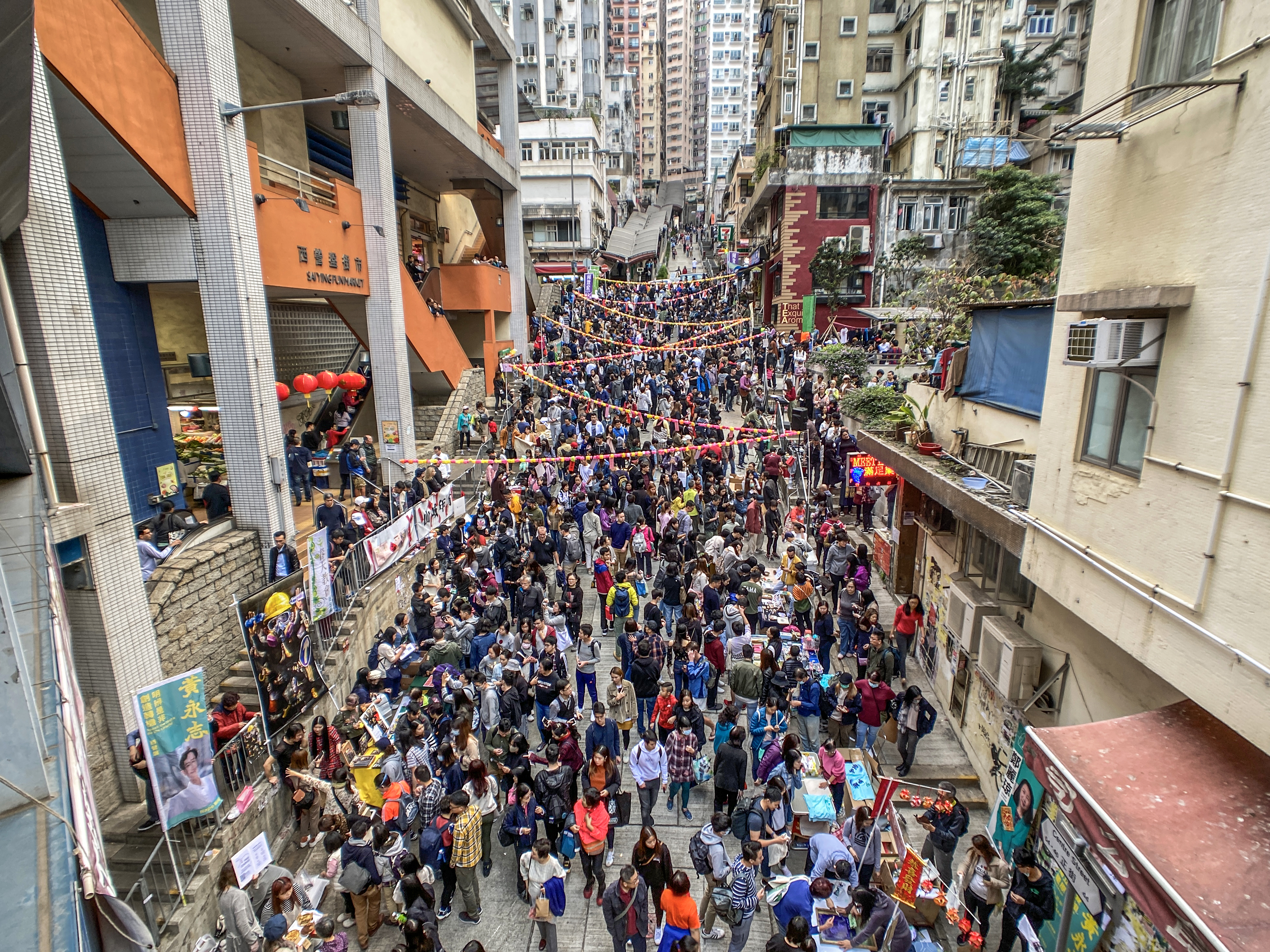
和你宵活動「山城年宵」於2020年1月18及19日在西營盤正街斜路舉行，參與人數眾多。

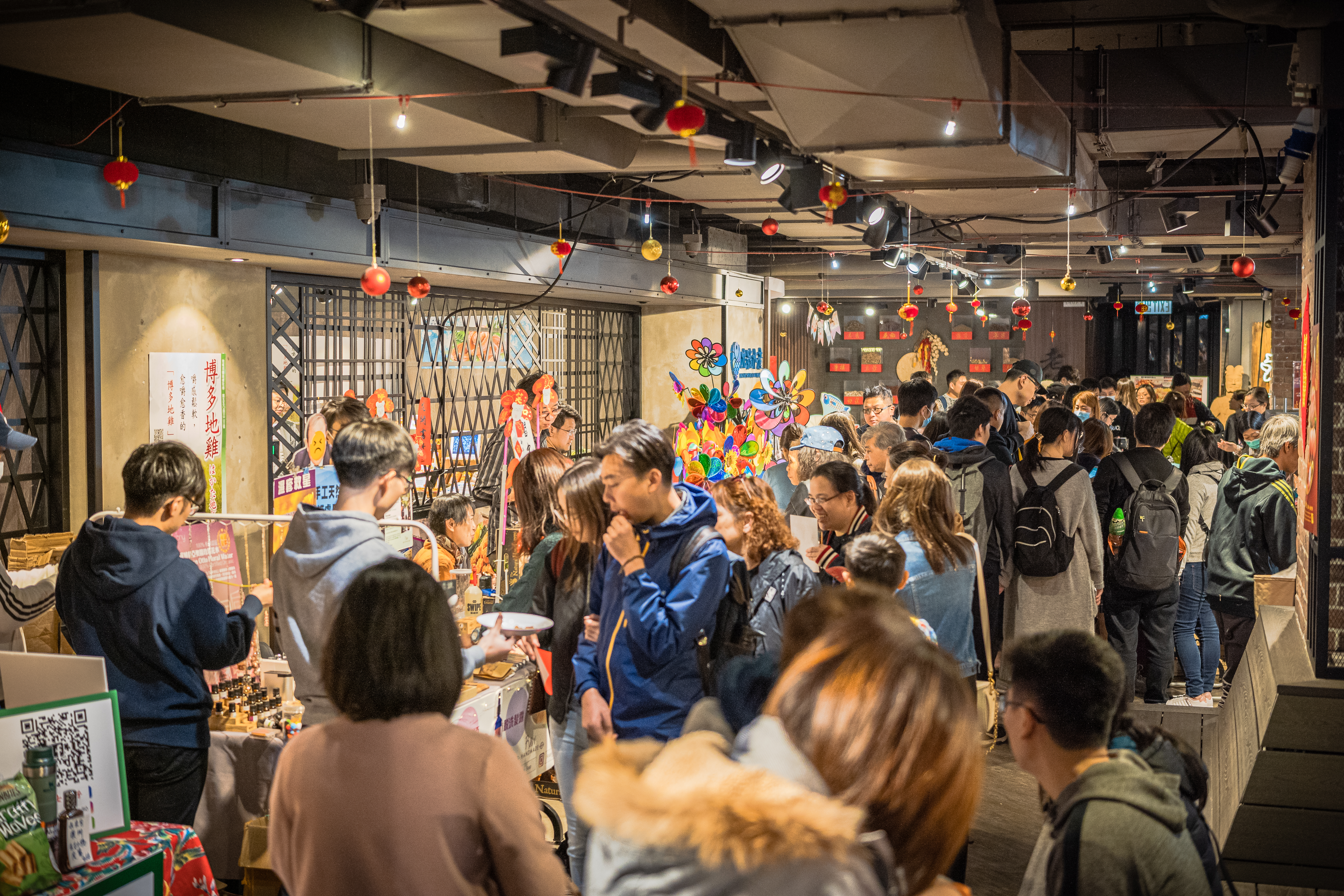
於黃埔天地「九號水產」舉行的室內和你宵活動

因應政府在2020年取消香港年宵市場乾貨攤位，有網民在2019年11月起開始計畫在農曆新年期間於香港多區舉辦「和你宵」，呼籲杯葛政府舉辦的年宵市場，同時希望透過參與私人自辦的年宵市場讓「黃店」得而宣傳產品或服務，同時為經濟困難或需要工作機會的運動支持者，擴大黃色經濟圈影響力。然而，香港政府拒絕批出場地供部分「和你宵」活動使用，令黃埔的「和你宵」活動被逼更改形式舉辦，而原定在葵涌邨平台舉行的「和你宵」也被民建聯成員組成的「議會監察」稱宣傳海報展示「連豬」，被房屋署要求取消活動。年三十晚，政府在維園舉辦的年宵市場人流較往年疏落，氣氛冷清，而茘枝角其中一個市民自發舉辦的年宵市場則較熱鬧，有參與者表示希望支持黃色經濟圈。

#### 五一黃金週
由於五一黃金週的「五一」與運動口號「五大訴求，缺一不可」不謀而合，而「黃金週」的「黃」又和「黃店」吻合，故有團體發起在2020年五一黃金週期間「懲罰」（即光顧）黃店的「五一黃金週」活動。五一黃金週期間，「香城Online」、「香港良心guide」、民間記者會等團體聯合發起黃金週支援黃店計劃，連續一星期透過購物支持黃色經濟圈，也希望支援受冠狀病毒疫情影響的本地商家，該計劃有超過2,300個商戶參與，參與人士超過四十萬。有「黃店」表示只要消費者在「五一黃金週」內高舉五一手勢，或叫出運動口號，便可獲得優惠折扣。
網絡群組「香城Online」曾號召於五月一日舉行「天馬行動」，該行動一度被以為是全港快閃突襲「勇武」行動，後來主辦單位公布行動唯一內容是「進攻黃店」，是推廣「五一黃金週」的消費活動，呼籲市民支持黃色經濟圈。
2021年5月1日起，黃色經濟圈展開一連9日的「五一懲罰祭」，「Mee 懲罰師」團隊開發的黃店App「懲罰 Mee」下載排名位居榜首位置。

### 「黃店」互助
元朗水門雞飯曾在2019年10月為挽救相鄰同為「黃店」的清玉臺式飲品，自己停售飲品，顧客持水門雞飯單據可於清玉以九折買飲品。及後，香港各區均有「黃店」合辦推廣活動，如在2020年1月有組織聯合中西區30間「黃店」推出印花優惠，顧客在不同店舖消費滿某金額可免費獲飲品或小食，以分散人流，及後該區「黃店」也推出折扣券平台「山下黃舍」；大埔區亦有21間「黃店」在同年4月合同推出儲印仔活動，只要集齊印章即可換領禮品，而限量VIP卡持有者將來也可於「黃店」享有優惠；時任觀塘區議員李嘉達則在同月表示正籌備以觀塘區為試點的「印仔卡」制度，鼓勵消費者支持不同「黃店」，「分散投資」；旺角則有「黃店」商戶組成聯盟，派發優惠卡供顧客在聯盟成員商戶消費時使用。
除區內合作活動外，外賣平台「香港街」自2019年10月起邀請香港各區「黃店」加盟，成為小店資源調配平台，並計劃與香港另外十個「黃店」外賣組織合作。而「光時」和「重光號」等網購平台先後在2019年6月和11月成立，前者曾推出「黃店合作計劃」，讓「黃店」成為供應商，後者則曾發起「一人一黃店challenge」，呼籲大家在社交平台上介紹各行各業的「黃店」。曾經義載的電召客貨車物流平台CALL4VAN就與各區黃店合作，成為其外賣夥伴。

### 黃色電影圈
台灣政治電影《返校》在香港只能於11間戲院上映，宣傳亦非常低調。但有「黃色經濟圈」網民呼籲大家支持《返校》，結果《返校》最後香港票房有1161萬港元，成績不俗。
《孤城淚》導演Ladj Ly曾公開聲援香港反送中示威者，後來影片在香港上映時，「黃色經濟圈」呼籲大家支持，結果《孤城淚》香港入場人次接近6萬，打破自2013年以來的法語電影香港入場人次紀錄，亦以360萬港元的票房成為香港史上票房第六高的法語電影。
《十年》導演周冠威執導電影《幻愛》香港開畫首日票房慘淡，「黃色經濟圈」立即發起行動， 呼籲大家支持《幻愛》。結果《幻愛》的香港票房達1529萬港元並獲得盈利，更成為2020年全年最高香港票房的十大電影之一， 對「黃色經濟圈」打下強心針。「藍絲」亦注意到《幻愛》的香港票房佳績，誓言要令親共電影《時代》的票房大勝《幻愛》。最終《時代》因為質素極低，連找戲院上映也有困難。

### Yellopen Rice
為免外界只光顧知名「黃店」，杜汶澤喱騷自2020年1月起製作《Yellopenrice》，發掘較鮮為人知且急需支援的小店。《Yellopenrice》播出後備受歡迎，當中介紹的店舖在節目播出後往往立即其門如市，一解燃眉之急。

### 抵制「藍店」

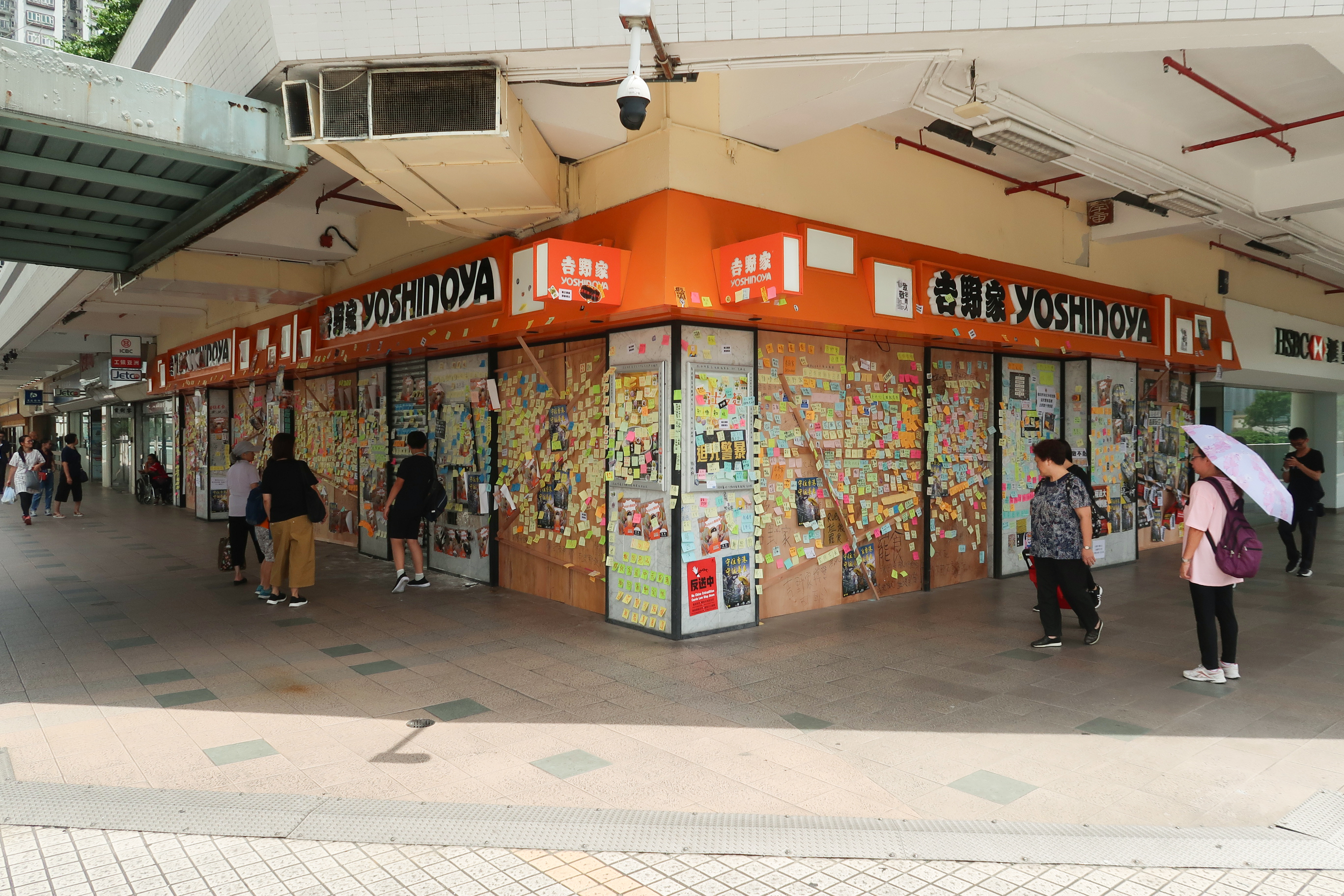
沙田好運中心一間吉野家圍板被貼滿連儂牆

一些曾表態反對示威的店舖及商家被標籤為「藍店」，當中較廣為人知者包括美心集團、優品360及吉野家等。2019年7月，因有警員在大埔撕走連儂牆上的文宣，香港吉野家面書專頁在一則貼文中以「獅子狗」（竹輪）的諧音諷刺此事，引起網民熱烈討論，惟貼文及後被刪除，香港吉野家的廣告事務員工及廣告公司也被母公司合興解約，此事引起網民反感並發起罷食行動，吉野家也被標籤為「藍店」。

### 抵制無綫運動
此外，由於無綫新聞的報導被反修例運動支持者批評為親共，故電視廣播有限公司亦被標籤為「藍店」，發起經濟制裁無綫行動，整合在無綫播放廣告之品牌名單，呼籲市民罷買同時提供代替品，又提供信件格式，籲網友向各品牌發信及在其面書留言，告訴廣告商，在無綫落廣告會帶來反效果，籲考慮轉用其他宣傳渠道。截至2019年7月，寶礦力、活色生香等10家廣告商暫緩在無綫投放廣告的計畫。

## 政府各部門打壓
2019冠状病毒病疫情期间，有多間「黃店」稱曾被政府不同部門針對，例如多次被警察和食環署巡查，其中光榮冰室荃灣店在半小時內兩度被查，此外位於太子的「黃店」青花亭亦表示每日收到電話騷擾和訂座甩底等滋擾行為，《飲食男女》亦在現場實測後指出執法部門對「黃店」和「藍店」的待遇有別，例如警員在量度枱與枱距離時對「黃店」和「藍店」會採用不同標準，而民建聯前北區區議員涉嫌違反限聚令大宴親朋等則無人被檢控。立法會議員許智峯因此認為警方藉「限聚令」打壓黃店。而《港版国安法》生效後，打壓力度進一步加強。

### 指賣口罩涉違商品說明條例
2019冠状病毒病疫情爆發初期，香港眾志曾稱蒐羅到逾百萬個口罩，會以成本價與「黃店」合作售賣。2020年5月，海關拘捕香港眾志常委梁延豐，檢獲935盒外科口罩，市值約9.35萬元。海關指有網上商戶透過餐廳食肆供應一款附有「NOT MADE IN CHINA」、「ASTM Level 1」、「BFE≥95%」、「Fluid Resistance」及「PFE≥95%」標示的外科口罩，懷疑附有虛假產地及效能聲稱。海關把試購所得樣本送往化驗所作含菌量測試，證實樣本符合含菌量標準，然而由於商戶一直未能證明相關口罩符合所作的標示聲稱，遂採取執法行動。香港眾志聲明稱，預期政權只會變本加厲，以各種惡法針對港人自救抗爭。

### 壹碗壹碟
2020年7月2日，即《港區國安法》實施後翌日，公民黨成員林瑞華在社交專頁發文，指位於筲箕灣東大街的壹碗壹碟在當日早上10時許，被4名軍裝警員以接獲有人張貼違反國安法的物品為由到場，對他們說店舖在開始營業前是私人地方，但開門營業後則是公眾地方，更警告店方若再被第三者報案，警方會作出檢控。 而警方在店舖拍照後就離開，對於店舖違反國安法哪一項條目，警方則沒有交代。事後，有關店舖在社交專頁發文指要休業至另行通知為止。對於有關事件，林質疑港府利用國安法打擊黃色經濟圈，打壓香港營商自由及表達意見的自由。

### La Tessa
2020年8月14日，位於深水埗的餐廳La Tessa在社交網站發帖，指餐廳於十日前的深夜，曾被5名軍裝警員在沒有手令下，以其保安措施不足而為其把守藉口，肆意在餐廳將文件逐份翻看，而且還將店鋪中的櫃桶和收銀機逐個搜索和查看，而有關行為至店中一名廚師兼股東聽到樓下有雜聲才發覺。有關行為被發現後，警員便以「幫手看門口」作辯解， 更加曾說「黃店好好生意唔憂做啦」。對於有關行為，店主葉先生質疑警方入內調查的說法是「講大話」，認為因該店是「黃店」及聘請不少「手足」而遭警方惡意針對，亦指已把閉路電視片段交由律師跟進。但是警方在其後回應中卻指有關行為只是防止有罪案的巡邏行動，更反指人「指鹿為馬」寃枉警員煽動仇警情緒。

### 阿布泰國生活百貨
2021年4月9日，阿布泰國生活百貨在社交專頁發文，指海關以懷疑多款泰國貨品未根據《消費品安全條例》貼上足夠標籤提醒消費者小心使用為由，派出過百名貿易管制處人員到該店全港26間分店及倉庫，檢取市值近百萬元貨品，併到辦公室拘捕相關職員。阿布泰承認疏忽，但質疑海關行動及檢控實屬「極端」。海關總貿易管制主任陳國雄表示，是接到舉報後採取行動，並指海關過往亦有到倉庫執法。

### 光榮米線
2023年8月26日，位於駱駝漆大廈第三座的「光榮米線」被地政處警告違反地契，指大廈只淮用作工業、貨倉用途，要求光榮米線停業，否則向業主釘契。由於光榮米線有黃色經濟圈的政治立場，而同一座其他四十幾間食肆都沒有收到警告，所以被質疑是選擇性執法。之後，大廈近半的食肆暫停營業。

## 警方國安處打壓
懲罰 Mee為黃色經濟圈一個主要的手機應用程式，提供黃店資訊及讓用家透過光顧黃店獲得積分優惠。2023年7月5日，香港警務處國家安全處在葵涌高威工業中心以「涉嫌串謀勾結外國勢力及串謀作出煽動意圖行為」拘捕四名26至28歲男子，包括已解散的香港眾志主席林朗彥。警方國安處指香港眾志解散後成立「懲罰 Mee」社交平台及手機應用程式，吸取資金支援流亡海外的香港眾志創黨主席羅冠聰進行危害國家安全活動。香港警務處進一步定義黃色經濟圈為軟對抗，表明會進行打擊。一日後，警方在機場再拘捕一名24歲男子，為前香港眾志常委朱恩浩，他在機場準備搭飛機往台灣時被捕。
在2023年被港府懸紅通緝的港人劉祖廸和蒙兆達均表示不認識相關組織和被捕人士。劉祖廸形容港警聲言「懲罰 Mee」資助自己是「匪夷所思」。
五名被捕人獲准保釋，而懲罰Mee亦停止運作及下架。其後，另一提供黃店資訊的「終極黃藍地圖」在8月29日亦宣布，隨著社會氣候轉變及風險增加，將「黃藍地圖」及網上程式「檸檬地圖」一併下架。兩個月內，兩個主要的黃色經濟圈資訊平台均告消失。

## 影響

### 「黃店」
「黃店」方面，有部分店舖表示因黃色經濟圈而得益，例如旺角陸陸雞煲負責人稱「晚晚座無虛席」，一間參與中西區「山下黃舍」平台的餃子店稱加入平台後生意急升，亦有屯門理髮屋稱表態後雖然流失「藍絲」舊客，但一直有新客人光顧，CALL4VAN則稱生意自10月起顯著上升，台費收入較6月增加三倍，司機數量增加四倍，訂單量增加八至十倍。銅鑼灣一間名為「木衛二鑄茶所」的飲品店，因為支持示威者而獲標籤為「黃店」，自此每日生意額增加了20%到40%不等，而位於朗豪坊的飲品店「一芳」則稱在10月26日「爆買日」當日的開業4小時內售出逾300多杯飲品，逢週六光顧的客人也有所增加。《彭博商業周刊》訪問卑利街一間餐廳的東主，東主表示有顧客會額外付錢，而其生意從每日約40美元急增至900美元，認為黃色經濟圈拯救了其生意；另一間位於香港大學附近的漢堡包店稱疫情期間幾乎每日「都像一尊佛般坐著等生意」，但經一個Facebook專頁宣傳後吸引大批顧客，店舖庫存的一百個漢堡在三個小時內售罄，此後的營業額也頗為穩定。
在2020年的「五一黃金週」中，有報導指不少「黃店」出現人龍，而「藍店」人流明顯有所不及，有在店外貼上反修例文宣的旺角「黃店」稱食客較平日多一至兩成，店主表示未知是否受「五一黃金周」帶動；有銅鑼灣「黃店」表示受疫情影響生意減半，但因「五一黃金週」而增加五成生意，店主認為黃色經濟圈有效，但需適應此新的消費模式；一間位於葵涌廣場的臺式飲品店表示「五一黃金週」首日生意和人流逆市升約一成；一間位於深水埗的網絡系統工程「黃店」稱平日散客不多，但在「五一黃金週」期間營業額比平常公眾假期增加50%左右；而以「抗衡中資產業」為賣點的網購平台「重光號」則稱「五一黃金週」期間訂單量增加七成。發起「五一黃金週」的團體估計營業額超過一億港元，參與人數超過四十萬人。
2023年7月，香港警方國安處將涉嫌營運「懲罰 Mee」平台的成員拘捕，並表示會打擊黃色經濟圈。事件影響到釋囚創辦團購平台「荔記」在7月6日宣布結業，包括刪除Facebook專頁和instagram大部份貼文。

### 「藍店」
「藍店」方面，在運動早期已被列為「藍店」的網店「士多」，其對手HKTVmall股價在事件發生後半個月升幅達45%，有專欄評論認為此次罷買行動令「士多」客源及訂單量轉投HKTVmall。在10月26日「爆買日」當日，吉野家在旺角豉油街分店午飯時間只有數人光顧，而優品360旺角彌敦道分店更因沒有顧客而出現職員聊天的情境。在2020年「五一黃金週」期間，被標籤為「藍店」的潮苑餐廳稱附近大學生不來光顧，但否認該店為「藍店」，主張沒有政治立場。除此之外，被稱為「藍店」的紅磡冰室因生意額大跌，自2019年11月起尋求將全線6間分店轉租他人。茶飲店喜茶因其內地品牌的身份而被標籤為「藍店」，遭受支持黃色經濟圈的網民抵制，生意受到打擊，八間分店中有六間需停業，而另一被抵制的「藍店」電視廣播有限公司在2019年下半年的廣告收入只有7.74億元，按年下跌40%，公司解釋指原因為「因為社會動盪」，導致廣告預訂出現取消及延遲，而區家麟在《香港獨立媒體網》的評論則認為抵制行動有成效。另一被杯葛的美心集團主要股東牛奶國際稱美心的盈利貢獻按年下跌22%，影響集團盈利能力。位於香港仔的珍寶海鮮舫因自由行遊客大跌，需在2020年1月裁掉一半員工，並於3月暫時關閉，《彭博商業週刊》認為原因是何超瓊在聯合國人權理事會批評示威者，故社交媒體上沒有出現希望「黃絲」食客拯救該店的呼籲。
但也有部分「藍店」情況較理想，如親建制派支持者楊明有份投資的店舖「燉」雖因楊高調撐警而引發網民罷食，但同時也有大批「藍絲」支持，《香港01》更在1月7日報導其店舖門庭若市的盛況，楊明入店時更有食客歡呼打氣，及後《蘋果日報》報導則指當日盛況僅是因為店方派發50元現金券而造成。而「燉」最終在2022年全線結業，只餘下網店。而位於西九龍中心的「空姐牛肉飯」被劃為「藍店」後，生意三日內急跌五成，失去以前以學生為主的大量生意，但經網媒《港人講地》報導後獲很多「藍絲」來支持，也因獲得警察群組大量訂飯而避免倒閉。

### 臺灣
在臺灣，2019年11月的香港理工大學衝突發生後有文具店宣布停止發售中國大陆品牌商品，其行動獲當地22間文具店支持，此外亦有臺灣獨立樂隊農村武裝青年宣布將巡迴演出的全數盈利捐予香港星火同盟，被稱為是臺灣的黃色經濟圈。

### 英國
居英港人組織「暖氣軍師撐香港」參考香港的「終極黃藍地圖」，推出英國版的黃藍地圖，標示支持和反對抗爭的商店。

## 評價

### 正面

#### 政治人物
時任香港眾志秘書長黃之鋒認為黃色經濟圈是一個機會，讓香港改變以往倚賴大量中國大陸人士到香港消費奢侈品的消費模式。時任民主派會議召集人陳淑莊就中聯辦批評黃色經濟圈回應指，中聯辦連香港人光顧何間餐廳都要管是「過了位」，又認為中聯辦在黃色經濟圈概念出現多時後才批評是「要為建制派在九月立法會選舉造勢」。
公民黨主席梁家傑在「五一黃金週」期間曾到「黃店」膳心小館擔任「一日店長」負責收銀，並指黃色經濟圈有發展和增值空間，可貢獻民主運動。同黨的立法會議員譚文豪也曾親身駕駛的士宣傳「黃色」的士台，強調黃色經濟圈不限飲食一環。時任油尖旺區議會副主席余德寶在評論中指商界和政府官員曾說黃色經濟圈不可行，但經濟圈已經維持接近一年，「黃店」龍門冰室(其後退出)等逆市擴張，反觀「藍店」店內「空空如也，不是假象」。

#### 學術界
香港城市大學經濟及金融系客座助理教授曾國平在《am730》撰文回應施永青觀點時認為，黃色經濟圈只是市場按消費者需求而投其所好，是市場機制正常運作的結果，又認為黃色有價的話「黃店」自然生意好，不然自會無疾而終，一切由市場決定。前香港城市大學學生會編輯委員會總編輯Jacky Ao認為，黃色經濟圈提供契機給讓市民不付出更多時間即可光顧本土小店，可打破香港大財團壟斷。香港理工大學應用社會科學系助理教授鍾劍華指黃色經濟圈概念「非新鮮事」，認為這種消費模式強，「不會因政府和警方的打壓而改變」，又認為若政府繼續漠視民意，「相信黃色經濟圈的消費模式會持續」。
香港中文大學公共政策研究所副主任黃偉豪指，黃色經濟圈的出現是為了要抗衡和消除由「藍色經濟圈或紅色經濟圈所帶來的惡」，如航空公司和銀行等商業機構在反修例運動期間，辭退參與示威活動的員工或拒絕向他們提供服務。香港大學經濟及工商管理學院助理講師阮穎嫻認為，消費者有自由選擇價值觀相近的店舖，達致「最大效益」，商戶則作為宣傳迎合去賺錢，以政治包裝的營商行為與主張環保的產品相類似，相反有些商戶不敢在某些報章刊登廣告、有公司要求員工噤聲等更值得令人關心。她又認為「五一黃金週」活動鼓勵大家消費，對疫情下的經濟寒冬有一點幫助。同為香港大學的法律系副教授戴耀廷指黃色經濟圈是「由消費者運用自己的消費權」，自由決定在何處消費，乃「資本主義的精神」。
美國約翰霍普金斯大學韋森費特政治經濟學教授孔誥烽認為，親中共人士一直經營「藍色經濟圈」，在文化經濟領域打壓民主派，又多次杯葛「傷害了中國人感情」的藝人或品牌，因此他們批評黃色經濟圈屬雙重標準，並以伊斯蘭金融、綠色產品與南非種族隔離時代的杯葛南非經濟運動為例，說明黃色經濟圈潛力無窮。美國克萊門森大學經濟系副教授徐家健認為，黃色經濟圈的現象跟公平貿易相似，消費者按照其品味而選擇店舖。國際關係學者沈旭暉在《外交家》撰文指，黃色經濟圈目前面對政府打壓和內部分歧等挑戰，但有潛力發展成全球性的生態系統，透過黃色經濟圈為香港建立一個自由於威權主義的未來，又認為中聯辦批評黃色經濟圈是指責受害人。

#### 媒體
《眾新聞》主筆楊健興認為疫情下遊客數字大幅下跌，民間推出黃色經濟圈乃是「社會自救、鼓勵消費」，質問「如何違反自由市場規律」；又指5月1日未有出現親中報章預告的「黑暴」，只有「黃店」排長龍的熱鬧場面，故認為宣傳機器因此唯有「轉移目標，攻擊黃色經濟圈」。同報的「中產平民」專欄認為找「黃店」成本不高，且每位消費者都有權選擇自己喜歡的餐廳，認為批評黃色經濟圈人士只是不滿其影響「藍店」生意，又指黃色經濟圈只是對「紅色經濟圈」或「藍色經濟圈」的應對措施，批評者不應以雙重標準看待。《立場新聞》一篇署名「TaxiMan」的讀者投稿人就商務及經濟發展局局長邱騰華的批評，回應指若黃色經濟圈難以維持則其不會長久，毋需局長憂心；而黃色經濟圈若成功則可增加職位，使市民受益。
時事評論員黃世澤認為是中國共產黨策動香港商界杯葛《蘋果日報》，建立「紅色經濟圈」在先，因此黃色經濟圈是共產黨逼出來，而建制派猛烈批評是因為黃色經濟圈成功威脅他們；黃世澤引用Salesforce在2019年發表的有關消費者研究報告，指香港消費者越來越重視商家的立場是避無可避的趨勢，建議商家可順應市場「轉黃」，而參與黃色經濟圈與參與公平貿易分別不大。同為時事評論員的劉細良在《蘋果日報》發表的評論中認為，中聯辦高調批評黃色經濟圈，反而令市民敵慨同仇，令「五一黃金週」出現黃店大排長龍的盛況，黃色經濟圈「肯定大有可為」，還可以擴展成為香港本土企業倫理運動。專欄作家李碧華在同報的專欄中指「都是花錢的爺們，當然自己話事」，認為中聯辦「插手干預港人生活方式吃喝喜好，才是罔顧自由市場規則」。新聞工作者陳帆川在《明報》發表的評論中認為，建制派陣營將黃色經濟圈與「裝修」（破壞）商店聯繫起來、相提並論是抹黑黃色經濟圈的說法，因為絕大部分人根本不會闖入並破壞「藍店」，反而是許多香港人因不參與暴力抗爭才發展黃色經濟圈，延續「和理非」力量。

### 負面

#### 政府及政治人物
香港商務及經濟發展局局長邱騰華認為黃色經濟圈只會令市民受損，長遠未能運作下去。立法會議員陳健波認為黃色經濟圈是「政治打壓」，想趕絕親建制派的支持者。自由黨飲食界立法會議員張宇人認為消費者有選擇權，但不應破壞其他立場的商戶，但他亦表示未見過以政治理念掛帥去維持飲食業的生意有成功例子，又質疑有「黃店」大排長龍可以是「假象」。經民聯立法會議員梁美芬批評有人炒作「黃色經濟圈」，認為連沒有表態的商戶也受到排擠是「剝奪香港的言論自由及經商自由」，又在立法會會議上形容「黃色經濟學」為「蠢人經濟學」、「傻人經濟學」。民建聯立法會議員葛珮帆認為黃色經濟圈是「暴徒用於分化市民的『圈套』」，又稱「如果一盤很好的生意只是因為老闆的個人政治取向就被杯葛，不能繼續下去是十分可惜的」。
香港中聯辦在2020年「五一黃金週」期間發表聲明，指「黃色經濟圈」「罔顧自由市場規則」、「人為製造撕裂」、「是一種政治綁架經濟的政治攬炒」。港區全國政協委員周春玲在《文匯報》撰文，認為黃色經濟圈不是經濟學上真正意義的「經濟圈」理論，而是用「經濟」詞彙包裝的政治運動，動搖不了大型資本和華資企業的根基，卻會傷害中小企業，導致新一波的失業潮，並會摧毀香港經濟，又批評黃色經濟圈是企圖藉經濟活動延續暴亂及與「中央決戰」，是「經濟港獨」。全國政協副主席、前行政長官梁振英指黃色經濟圈「理論上不存在」，又曾呼籲民眾舉報違規「黃店」，「依法裝修黃店」，例如涉嫌違反消防條例、衛生條例、排汚條例等情況出現時，應該找政府部門跟進，或者找當區的建制派立法會議員跟進。港區全國人大代表胡曉明認為需盡快推動基本法第二十三條立法，「將外國勢力、黃色經濟圈和港獨分子連根拔起」。

#### 學術界
美國維珍尼亞理工學院經濟系副教授曾國平認為，即使坊間對店舖標籤「黃藍」立場，但店員和幕後老闆的立場可能相反，容易造成誤判。
香港理工大學專業及持續教育學院講師、《東方日報》專欄作家及時事評論員陳偉強認為，自由經濟的可貴之處在於店方不論顧客身分均會提供最好的服務，而現時黃色經濟圈提倡的政治立場先行已是違背自由經濟的精神，甚至可以視之為不文明、歧視性的行為，又指曾聽說有部分店舖本身是政治中立，但為了保護自己而只好自稱「黃店」。香港中文大學前校長、經濟學講座教授劉遵義認為，黃色經濟圈「只會令750萬人『變黃』」，不會有所作為，而且是「嚴重歧視的行為」。

#### 商界
中原集團主席施永青認為黃色經濟圈不可行，沒法自成體系，自給自足，而且香港實施自由市場制度，當中以自由選擇為基礎，抵制本身雖無問題，但如果妨礙到他人作出選擇，例如使無展示「黃店認證貼紙」的商戶受壓，便不是好的社會風氣。

#### 媒體
中共中央机关报《人民日报》批評黃色經濟圈是在搞“颜色经济”，将畸形的意识形态注入市场，开历史倒车以及是排除异己的手段，並且剥夺市民消费选择的自由，损伤市民经营活动的自由，是「喪失理智，步入歧途」，「注定是一個笑話」。
《點新聞》認為因立場支持「黃店」是很荒謬的事，又指黃色經濟圈已經瀕臨崩潰。《橙新聞》時事評論員、中國和平統一促進會香港總會常務理事朱家健認為，黃色經濟圈是「票房毒藥，難成大器」，打擊自由經濟秩序，是在借暴力來威脅「藍店」和光顧「藍店」的顧客，企圖拿下「對手」，破壞原有的經濟生態秩序，而且目的或許是在2020年香港立法會選舉中鞏固飲食界和零售界的泛民主派票源。
《東方日報》時事評論員兼前屯門區區議員陳雲生指，近月接二連三有店舖因政見不同而遭破壞，形容區分「黃藍」的行徑有如散布白色恐怖，排除異己，批評有關做法影響經營者和普通食客，促請政府必須正視及嚴懲暴行。同報一則由程萬里所撰的評論文章認為，「黃店」若須上繳若干收益用於「抗爭」，即是支持示威，是「明目張膽的犯罪行為」。《文匯報》報導稱「黃店」放置捐款箱收取善款作法律支援經費，但店方卻沒有交代捐款賬目去向等，又引述大律師馬恩國表示若捐款用以捐助違法活動，捐款者有機會干犯《刑事訴訟程序條例》第八十九條，是「協助犯」，與教唆犯及從犯的罪名和刑罰一樣。郝鐵川在《大公報》撰文指黃色經濟圈嚴重違反《基本法》、《商品說明條例》和《競爭條例》，是要「顛覆香港的資本主義制度」，又指某些學者歪曲身份經濟學的原意，是「學術造假、不值一駁」，並認為中國共產黨和中央人民政府是「誠心誠意地在香港保留資本主義制度」。新聞工作者陳帆川在《明報》評論指「黃店」定義太過於廣闊，認為雖然可以激勵商家表態，但未必可形成理想中的經濟圈。